# Kunle Afolayan
Kunle Afolayan () est un réalisateur, producteur et acteur nigérian, né le 30 septembre 1975 à Lagos, dans le quartier d'Ebute Metta.
Il est connu pour avoir amélioré la qualité des films de Nollywood grâce à des budgets plus importants, des tournages en 35 mm, plus de sorties dans les cinémas et l'amélioration des intrigues parfois cliché de Nollywood.

## Biographie

### Jeunesse et débuts
Kunle Afolayan est d'origine igbomina et yoruba, de l'État de Kwara,,. Il est le fils du réalisateur de théâtre et de cinéma Ade Love. Après ses études, il se spécialise en économie et commence à travailler dans une banque, tout en faisant du théâtre à titre occasionnel.
Il décide finalement de se lancer dans le cinéma à temps plein et de suivre un cours à la New York Film Academy. Après avoir commencé sa carrière cinématographique en tant qu'acteur dans le drame politique Saworoide de 1999, Afolayan fait ses débuts en tant que réalisateur en 2006 avec Irapada, un thriller surnaturel nigérian, qui remporte l'Africa Movie Academy Award du meilleur film en langue africaine.

### Carrière de réalisateur
Il réalise par la suite Araromire en 2009, qui remporte cinq prix majeurs à l'Académie du cinéma africain et connaît un succès dans les salles de cinéma nigérianes.
Kunle Afolayan apparaît au Subversive Film Festival en 2011 où il représente l'industrie cinématographique nigériane avec son collègue Zeb Ejiro.
Phone Swap sort en 2012 et met en scène Wale Ojo, Joke Silva, Nse Ikpe Etim et Chika Okpala. En mai 2013, le film est diffusé en France lors de la première édition de NollywoodWeek Paris et remporte le Prix du public.
En 2014, il réalise October 1. Le film remporte 16 Grands Prix du cinéma africain en 2015 et devient le deuxième film nigérian le plus rentable au moment de sa sortie.
En 2021, Kunle Afoyalan signe un contrat de trois films avec Netflix. Swallow, l'adaptation cinématographique du livre du même nom de Sefi Atta, est le premier à sortir en octobre 2021, suivi d'Aníkúlápó, en septembre 2022, une épopée fantastique nigériane. Kunle Afolayan décrit l'œuvre comme un « Game of Thrones recréé au Nigeria mais avec une meilleure représentation de notre culture ». Onze jours après sa sortie, il s'agit du film original Netflix non anglais le plus regardé.

## Filmographie
Sauf indication contraire, les informations mentionnées dans cette section peuvent être confirmées par la base de données cinématographiques IMDb,  présente dans la section « Liens externes ».

### Comme réalisateur
- 2006 : Irapada
- 2009 : Araromire (ou The Figurine)
- 2012 : Phone Swap
- 2014 : October 1
- 2016 : The CEO
- 2017 : The Bridge
- 2017 : Omugwo
- 2017 : Roti
- 2019 : Diamonds in the Sky
- 2019 : Mokalik (Mechanic)
- 2019 : Tenant of the House
- 2020 : La Convocation (Citation)
- 2021 : Meilleurs voeux de Lagos (A Naija Christmas)
- 2021 : Avale (Swallow) (téléfilm)
- 2022 : Aníkúlápó
- 2023 : Ijogbon
- 2024 : Anikulapo: Rise of the Spectre (mini-série)

### Comme acteur
- 2014 : October 1 : Agbekoya
- 2022 : Aníkúlápó : Akano

### Comme producteur
- 2014 : October 1

## Distinctions
- Africa Movie Academy Awards 2010 : meilleur film pour Araromire
- Abuja International Film Festival 2012 : meilleure réalisation pour Phone Swap[12]